# Beechanahalli, Krishnarajanagara
Beechanahalli là một làng thuộc tehsil Krishnarajanagara, huyện Mysore, bang Karnataka, Ấn Độ.